# Lock, Stock...
Lock, Stock… est une série télévisée britannique en un pilote de 90 minutes suivi de six épisodes de 50 minutes, créée par Guy Ritchie et diffusée entre le 29 mai et le 11 juillet 2000 sur Channel 4. Elle est inspirée du film Arnaques, Crimes et Botanique (Lock, Stock and Two Smoking Barrels) (1998) du même réalisateur.
En France, la série a été diffusée à partir du 9 septembre 2001 sur Comédie !. Elle reste inédite dans les autres pays francophones.

## Synopsis
Un groupe de quatre amis (Bacon, Moon, Jamie et Lee) gère The Lock, un pub londonien. Ils tentent régulièrement diverses affaires mais commettent de nombreuses erreurs.
« Miami Vice » (en référence à la série Deux flics à Miami) semble être le boss de la pègre locale et se trouve mêlé, la plupart du temps, dans les problèmes que les quatre jeunes causent.

## Distribution
- Ralph Brown : Ralph Brown « Miami Vice »
- Daniel Caltagirone : Moon
- Del Synnott (en) : Lee
- Scott Maslen (en) : Jamie
- Shaun Parkes : Bacon
- Christopher Adamson : Three Feet
- Lisa Rogers : Tanya
- George Antoni : Nefarious
- Mario Kalli : Kouros
- Martin Rutherford : Anarchist (Anti-Christ)

## Épisodes
1. …and Four Stolen Hooves (90 minutes)
2. …and Two Hundred Smoking Kalashnikovs
3. …and a Fistful of Jack & Jills
4. …and Spaghetti Sauce
5. …and Two Sips
6. …and One Big Bullock
7. …and a Good Slopping Out